# Veněra-D
Venera-D (rusky Венера-Д) je připravovaná ruská vesmírná planetární sonda k Venuši, která má být vypuštěná okolo roku 2026. Jejím hlavním cílem budou vzdálené pozorování Venuše podobně jako americká sonda Magellan v 90. letech 20. století, ale s využitím výkonnějšího radaru. Jejím dalším úkolem bude mapování budoucích míst vhodných na přistání. V misi se plánuje i kapsle, která má přistát na povrchu, s dlouhou životností (podobně jako při předcházejících misích Veněra).
Venera-D je první ruská sonda k Venuši (všechny předcházející sondy Veněra patřily bývalému SSSR). Veněra-D bude vlajkovou lodí nové generace ruských sond k Venuši, dohromady s kapslí pro přistání na povrchu planety, která bude schopná odolávat tvrdému prostředí Venuše více než 1,5 hodiny. Kvůli udržení nízkých nákladů na vývoj a výzkum se bude Veněra-D podobat předcházejícím sondám typu Veněra ze sovětské éry, ale bude vybavená novými technologiemi vyvinutými v Rusku od poslední mise k Venuši (Vega 1 a Vega 2 v roce 1985). Nosnou raketou Veněry-D bude pravděpodobně Proton nebo výkonnější raketa Angara.